# Рене Льєнсе
Рене Льєнсе (фр. René Llense, 14 липня 1913, Колліур — 12 березня 2014, Сет) — французький футболіст, що грав на позиції воротаря, зокрема, за клуби «Сет» та «Сент-Етьєн», а також національну збірну Франції.
Чемпіон Франції. Володар Кубка Франції. 

## Клубна кар'єра
У футболі дебютував 1932 року виступами за команду клубу «Сет», в якій провів шість сезонів, взявши участь у 158 матчах чемпіонату.  Більшість часу, проведеного у складі «Сета», був основним голкіпером команди.
1938 року перейшов до клубу «Сент-Етьєн», за який відіграв 7 сезонів. Завершив професійну кар'єру футболіста виступами за команду «Сент-Етьєн» у 1945 році.
| Дата              | Місто    | Господарі | Результат | Гості      | Турнір           | Голи | Примітки |
| ----------------- | -------- | --------- | --------- | ---------- | ---------------- | ---- | -------- |
| 17 лютого 1935    | Рим      | Італія    | 2 – 1     | Франція    | товариський матч | -    |          |
| 14 квітня 1935    | Брюссель | Бельгія   | 1 – 1     | Франція    | товариський матч | -    |          |
| 19 травня 1935    | Коломб   | Франція   | 2 – 0     | Угорщина   | товариський матч | -    |          |
| 27 жовтня 1935    | Женева   | Швейцарія | 2 – 1     | Франція    | товариський матч | -    |          |
| 10 листопада 1935 | Париж    | Франція   | 2 – 0     | Швеція     | товариський матч | -    |          |
| 12 січня 1936     | Париж    | Франція   | 1 – 6     | Швеція     | товариський матч | -    |          |
| 24 січня 1937     | Париж    | Франція   | 1 – 2     | Нідерланди | товариський матч | -    |          |
| 21 лютого 1937    | Брюссель | Бельгія   | 3 – 1     | Франція    | товариський матч | -    |          |
| 30 січня 1938     | Париж    | Франція   | 5 – 3     | Бельгія    | товариський матч | -    |          |
| 4 грудня 1938     | Неаполь  | Італія    | 1 – 0     | Франція    | товариський матч | -    |          |
| 22 січня 1939     | Париж    | Франція   | 4 – 0     | Польща     | товариський матч | -    |          |
| Усього            |          | Матчів    | 11        |            | Голів            | 0    |          |

Помер 12 березня 2014 року на 101-му році життя у місті Сет.

## Титули і досягнення
- Чемпіон Франції (1):

«Сет»: 1933-1934
- Володар Кубка Франції (1):

«Сет»:  1933-1934